# Низовка (Крым)
Низовка (до 1948 года Джама́л; укр. Низівка, крымскотат. Camal, Джамал) — посёлок в Черноморском районе Республики Крым в составе Кировского сельского поселения (согласно административно-территориальному делению Украины — Кировского сельсовета Автономной Республики Крым).

## Население
| 2001 | 2014 |
| ---- | ---- |
| 188  | ↘78  |

### Динамика численности
| - 1806 год — 295 чел. - 1864 год — 143 чел. - 1889 год — 202 чел. - 1892 год — 137 чел. - 1900 год — 173 чел. - 1926 год — 158 чел. | - 1939 год — 148 чел. - 1989 год — 203 чел. - 2001 год — 188 чел. - 2009 год — 135 чел. - 2014 год — 78 чел. |

## География
Низовка — посёлок на северо-востоке района, во впадающей в озеро Джарылгач безымянной балке Тарханкута.
Высота центра села над уровнем моря — 37 м. Ближайшее село — Кировское в 1,5 км на восток. Райцентр Черноморское — примерно в 42 километра (по шоссе через Снежное и Зайцево), ближайшая железнодорожная станция — Евпатория — примерно 53 километра. Транспортное сообщение осуществляется по региональной автодороге 35Н-617 от шоссе 35Н-602 Далёкое — Знаменское (по украинской классификации — С-0-11716).

## Современное состояние
На 2016 год в Низовке числится 7 улиц; на 2009 год, по данным сельсовета, селение занимало площадь 102,1 гектара, на которой в 59 дворах числилось 135 жителей. Действует фельдшерско-акушерский пункт

## История
Первое документальное упоминание сёл встречается в Камеральном Описании Крыма… 1784 года, судя по которому, в последний период Крымского ханства Чокер входил в Тарханский кадылык Козловскаго каймаканства.
После присоединения Крыма к России (8) 19 апреля 1783 года, (8) 19 февраля 1784 года, именным указом Екатерины II сенату, на территории бывшего Крымского ханства была образована Таврическая область и деревня была приписана к Евпаторийскому уезду. После павловских реформ, с 1796 по 1802 год входила в Акмечетский уезд Новороссийской губернии. По новому административному делению, после создания 8 (20) октября 1802 года Таврической губернии, Джамал был включён в состав Яшпетской волости Евпаторийского уезда.
По Ведомости о волостях и селениях, в Евпаторийском уезде с показанием числа дворов и душ… от 19 апреля 1806 года, в деревне Джамал числилось 37 дворов, 269 крымских татар, 10 цыган и 16 ясыров. На военно-топографической карте генерал-майора Мухина 1817 года деревня Чамал аджи обозначена с 44 дворами. После реформы волостного деления 1829 года Джамаль, согласно «Ведомости о казённых волостях Таврической губернии 1829 года», остался в составе Яшпетской волости. На карте 1836 года в деревне 42 двора, как и на карте 1842 года.
В 1860-х годах, после земской реформы Александра II, деревню приписали к Курман-Аджинской волости. Согласно «Памятной книжке Таврической губернии за 1867 год», часть населения деревни Джамал, в результате эмиграции крымских татар, особенно массовой после Крымской войны 1853—1856 годов, выехала в Турцию, а остальные здесь проживают. В «Списке населённых мест Таврической губернии по сведениям 1864 года», составленном по результатам VIII ревизии 1864 года, Джамал — владельческая татарская деревня, с 25 дворами, 143 жителями и мечетью при колодцах. На трехверстовой карте 1865—1876 года в деревне Джамал 25 дворов. В «Памятной книге Таврической губернии 1889 года», по результатам Х ревизии 1887 года, в деревне Джамал числился 41 двор и 202 жителя, а согласно «…Памятной книжке Таврической губернии на 1892 год», в деревне Джамал, входившей в Отузский участок, было 137 жителей в 25 домохозяйствах.
Земская реформа 1890-х годов в Евпаторийском уезде прошла после 1892 года, в результате Джамал приписали к Донузлавской волости.
По «…Памятной книжке Таврической губернии на 1900 год» в деревне числилось 173 жителя в 10 дворах, а в Статистическом справочнике Таврической губернии 1915 года деревня, почему-то, не обозначена.
После установления в Крыму Советской власти, по постановлению Крымревкома от 8 января 1921 года № 206 «Об изменении административных границ» была упразднена волостная система и образован Евпаторийский уезд, в котором создан Ак-Мечетский район и село вошло в его состав, а в 1922 году уезды получили название округов. 11 октября 1923 года, согласно постановлению ВЦИК, в административное деление Крымской АССР были внесены изменения, в результате которых округа были отменены, Ак-Мечетский район упразднён и село вошло в состав Евпаторийского района. Согласно Списку населённых пунктов Крымской АССР по Всесоюзной переписи 17 декабря 1926 года, в селе Джамал, Ак-Коджинского сельсовета Евпаторийского района, числилось 39 дворов, все крестьянские, население составляло 158 человек, из них 126 татар и 32 русских, действовала татарская школа. Согласно постановлению КрымЦИКа от 30 октября 1930 года «О реорганизации сети районов Крымской АССР», был восстановлен Ак-Мечетский район (по другим данным 15 сентября 1931 года) и село вновь включили в его состав. По данным всесоюзной переписи населения 1939 года в селе проживало 148 человек.
В 1944 году, после освобождения Крыма от фашистов, согласно Постановлению ГКО № 5859 от 11 мая 1944 года, 18 мая крымские татары были депортированы в Среднюю Азию. С 25 июня 1946 года Джамал в составе Крымской области РСФСР. Указом Президиума Верховного Совета РСФСР от 18 мая 1948 года, Джамал переименовали в Низовку. 26 апреля 1954 года Крымская область была передана из состава РСФСР в состав УССР. С начала 1950-х годов, в ходе второй волны переселения (в свете постановления № ГОКО-6372с «О переселении колхозников в районы Крыма»), в Черноморский район приезжали переселенцы из различных областей Украины. Время включения в Кировский сельсовет пока не установлено: на 15 июня 1960 года Низовка уже числилась в его составе. По данным переписи 1989 года в селе проживало 203 человека. С 12 февраля 1991 года Низовка в восстановленной Крымской АССР, 26 февраля 1992 года переименованной в Автономную Республику Крым. С 21 марта 2014 года в составе Крыма аннексирована Россией.